# Target (Allier)
Pour les articles homonymes, voir Target.
Target est une commune française située dans le département de l'Allier, en région Auvergne-Rhône-Alpes.

## Géographie
Situé au centre géographique de l'Allier, Target est presque à égale distance de Moulins, Vichy ou encore Montluçon.
Six communes sont limitrophes :
| Saint-Marcel-en-Murat | Voussac         |           |
| Blomard               | Target          | Monestier |
| Vernusse              | Chirat-l'Église |           |

### Climat
Pour des articles plus généraux, voir Climat d'Auvergne-Rhône-Alpes et Climat de l'Allier.
En 2010, le climat de la commune est de type climat océanique dégradé des plaines du Centre et du Nord, selon une étude du CNRS s'appuyant sur une série de données couvrant la période 1971-2000. En 2020, Météo-France publie une typologie des climats de la France métropolitaine dans laquelle la commune est exposée à un climat de montagne ou de marges de montagne et est dans une zone de transition entre les régions climatiques « Centre et contreforts nord du Massif Central » et « Ouest et nord-ouest du Massif Central ».
Pour la période 1971-2000, la température annuelle moyenne est de 10,5 °C, avec une amplitude thermique annuelle de 15,7 °C. Le cumul annuel moyen de précipitations est de 819 mm, avec 11,2 jours de précipitations en janvier et 7,2 jours en juillet. Pour la période 1991-2020, la température moyenne annuelle observée sur la station météorologique de Météo-France la plus proche, sur la commune de Montmarault à 9 km à vol d'oiseau, est de 11,2 °C et le cumul annuel moyen de précipitations est de 811,6 mm,. Pour l'avenir, les paramètres climatiques de la commune estimés pour 2050 selon différents scénarios d'émission de gaz à effet de serre sont consultables sur un site dédié publié par Météo-France en novembre 2022.

## Urbanisme

### Typologie
Au 1er janvier 2024, Target est catégorisée commune rurale à habitat très dispersé, selon la nouvelle grille communale de densité à 7 niveaux définie par l'Insee en 2022.
Elle est située hors unité urbaine et hors attraction des villes,.

### Occupation des sols

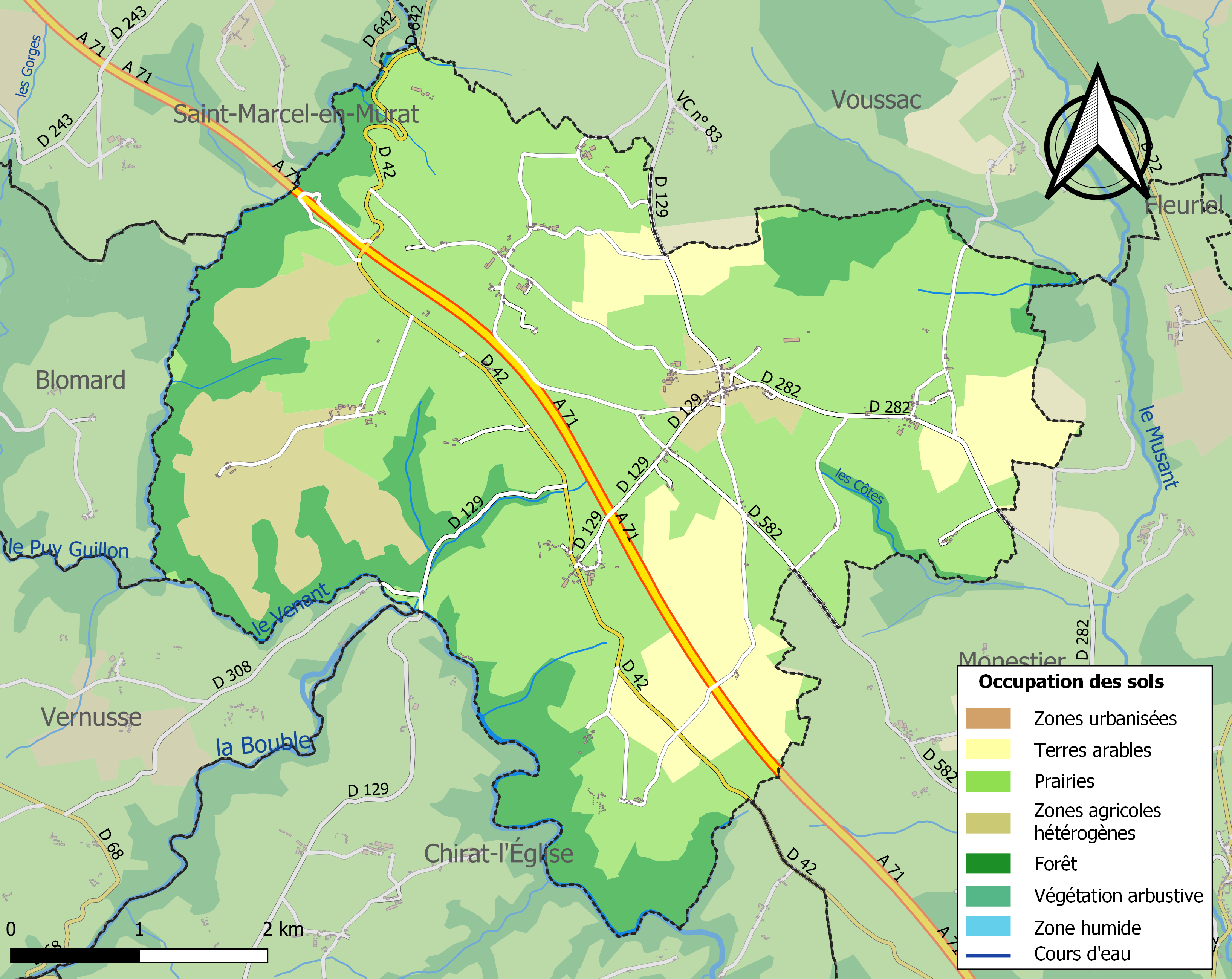
Carte des infrastructures et de l'occupation des sols de la commune en 2018 (CLC).

L'occupation des sols de la commune, telle qu'elle ressort de la base de données européenne d’occupation biophysique des sols Corine Land Cover (CLC), est marquée par l'importance des territoires agricoles (81,9 % en 2018), une proportion sensiblement équivalente à celle de 1990 (82,2 %). La répartition détaillée en 2018 est la suivante : 
prairies (59,8 %), forêts (18,1 %), terres arables (11,7 %), zones agricoles hétérogènes (10,4 %).
L'IGN met par ailleurs à disposition un outil en ligne permettant de comparer l’évolution dans le temps de l’occupation des sols de la commune (ou de territoires à des échelles différentes). Plusieurs époques sont accessibles sous forme de cartes ou photos aériennes : la carte de Cassini (XVIIIe siècle), la carte d'état-major (1820-1866) et la période actuelle (1950 à aujourd'hui).

## Histoire
Une villa gallo-romaine aurait existé à l'emplacement de la commune, le propriétaire, un certain Targiacus aurait donné son nom à la commune. Durant l'Antiquité, le territoire de Targiacum faisait partie du territoire des Bituriges Cubes.
Au Moyen Âge, la commune faisait partie du Berry médiéval avant de passer à la province de Bourbonnais d''époque moderne. La paroisse faisait partie du diocèse de Bourges jusqu'aux années 1820.
La commune possède un procès-verbal en date du 25 novembre 1792 qui mentionne que Target était chef-lieu d'un canton, qui était composé des communes de Voussac, Vernusse, Louroux-de-Bouble, Chirat-l'Église et Target, soit cinq communes.

## Politique et administration

### Liste des maires
| Période                                  | Période                      | Identité      | Étiquette | Qualité              |
| ---------------------------------------- | ---------------------------- | ------------- | --------- | -------------------- |
| Les données manquantes sont à compléter. |                              |               |           |                      |
| mars 2001                                | En cours (au 8 juillet 2020) | André Berthon |           | Agriculteur retraité |

### Rattachements
Target a fait partie du district de Montmarault de 1793 à 1801. Elle a été rattachée à l'arrondissement de Gannat de 1801 à 1926 puis à celui de Moulins de 1926 à 2016. Depuis le 1er janvier 2017, afin que les arrondissements du département « correspondent à une meilleure cohérence administrative et [à une] adaptation aux bassins de vie », la commune passe dans l'arrondissement de Vichy.
Par ailleurs, elle a été chef-lieu de canton de 1793 à 1801, puis rattachée au canton de Chantelle-le-Château (puis le canton de Chantelle) de 1801. À la suite du redécoupage des cantons du département, la commune fait partie du canton de Gannat.

## Population et société

### Démographie
L'évolution du nombre d'habitants est connue à travers les recensements de la population effectués dans la commune depuis 1793. Pour les communes de moins de 10 000 habitants, une enquête de recensement portant sur toute la population est réalisée tous les cinq ans, les populations de référence des années intermédiaires étant quant à elles estimées par interpolation ou extrapolation. Pour la commune, le premier recensement exhaustif entrant dans le cadre du nouveau dispositif a été réalisé en 2005.

En 2022, la commune comptait 247 habitants, en évolution de −3,89 % par rapport à 2016 (Allier : −1,38 %, France hors Mayotte : +2,11 %).
| 1793 | 1800 | 1806 | 1821 | 1831 | 1836 | 1841 | 1846 | 1851 |
| ---- | ---- | ---- | ---- | ---- | ---- | ---- | ---- | ---- |
| 560  | 482  | 448  | 499  | 551  | 610  | 621  | 611  | 610  |

| 1856 | 1861 | 1866 | 1872 | 1876 | 1881 | 1886 | 1891 | 1896 |
| ---- | ---- | ---- | ---- | ---- | ---- | ---- | ---- | ---- |
| 607  | 602  | 635  | 701  | 705  | 730  | 716  | 730  | 714  |

| 1901 | 1906 | 1911 | 1921 | 1926 | 1931 | 1936 | 1946 | 1954 |
| ---- | ---- | ---- | ---- | ---- | ---- | ---- | ---- | ---- |
| 684  | 686  | 705  | 629  | 604  | 578  | 562  | 534  | 473  |

| 1962 | 1968 | 1975 | 1982 | 1990 | 1999 | 2005 | 2006 | 2010 |
| ---- | ---- | ---- | ---- | ---- | ---- | ---- | ---- | ---- |
| 470  | 401  | 345  | 270  | 264  | 249  | 258  | 254  | 267  |

| 2015 | 2020 | 2022 | - | - | - | - | - | - |
| ---- | ---- | ---- | - | - | - | - | - | - |
| 259  | 254  | 247  | - | - | - | - | - | - |

### Manifestations culturelles et festivités
- Le bal des conscrits qui assure la tradition grâce à la motivation des jeunes de la commune ;
- La Fête du Jardin avec ses nombreux exposants ;
- La soirée théâtrale du Foyer rural.

## Culture locale et patrimoine

### Lieux et monuments
- Église Saint-Marien, du XIIe siècle, inscrite à l'inventaire supplémentaire des monuments historiques.
- Moulin de La Cout, sur la Bouble.
- Château de Verzun.
- Château de Boussac à 4 km ouest du bourg. Profondément remanié en 1680, l'édifice se présente sous la forme d'une grande enceinte quadrangulaire flanquée de tours rondes aux angles. On accède à la cour intérieure, autour de laquelle sont disposés les logis, par une tour-porte. La base des tours et des murs est fortement talutée et ceint de fossés en eau[20].